# بهاءالدوله نوربخش
بهاء الدوله نوربخش ، وی نواده سید محمد نوربخش (۷۹۵ ق- ۸۶۹ ق) بنیان‌گذار طریقه نوربخشیه بود و از اهالی ری بود . او پس از تحصیل راهی هرات شد و در آنجا تحت تدریس استادان هندی و ایرانی قرار گرفت . از مهم‌ترین کارهای او بیان تفاوت آبله با سرخک و بیان بیماری تب یونجه . کتاب بالینی بهاء الدوله خلاصةالتجارب می‌باشد  .